# National Information Standards Organization
La National Information Standards Organization (NISO) est un organisme à but non lucratif dédié aux normes dans le domaine de l'édition, des bibliothèques et de l'accès à l'information. Fondé en 1939 sous la forme d'un comité de l'ANSI, le comité z39, il se transforme en une structure indépendante en 1982 et prend alors le nom de NISO en 1984.
NISO est le seul organisme accrédité par l'ANSI pour initier, développer, maintenir et publier des normes techniques pour les services d'information, les bibliothèques, les éditeurs et autres acteurs impliqués dans des activités de création, stockage, conservation, partage, accès et diffusion d'information, et ceci quel que soit le type de média (texte, image, son, audiovisuel...) ou le vecteur (numérique ou physique).
Le NISO représente les intérêts des États-Unis au niveau du TC46, comité technique de l'ISO (Identification et Description) sur ces domaines d'application.
Il est de plus depuis 2006, secrétaire du Sous-comité 9, Identification et description
Une des normes élaborées par le NISO est largement connue dans le monde des bibliothèques : il s'agit de la norme Z39.50 de recherche distante dans un catalogue de bibliothèque, développée dans les années 1970. D'autres normes plus récentes sont également largement utilisées comme DAISY (ANSI/NISO Z39.86-2004) pour les livres audio ou OpenURL Framework (Z39.88-2004) pour l'accès à des ressources à distance.  